# Friedlieb Ferdinand Runge
Friedlieb Ferdinand Runge (Hamburgo, 8 de febrero de 1794- Oranienburg, 25 de marzo de 1867) fue un químico analítico alemán.
Runge llevó a cabo experimentos desde edad temprana, identificando los efectos midriáticos (dilatación de la pupila) del extracto de belladona. En 1819 mostró su descubrimiento al escritor Goethe, quien lo animó a analizar el café. Pocos meses después, Runge identificó la cafeína.

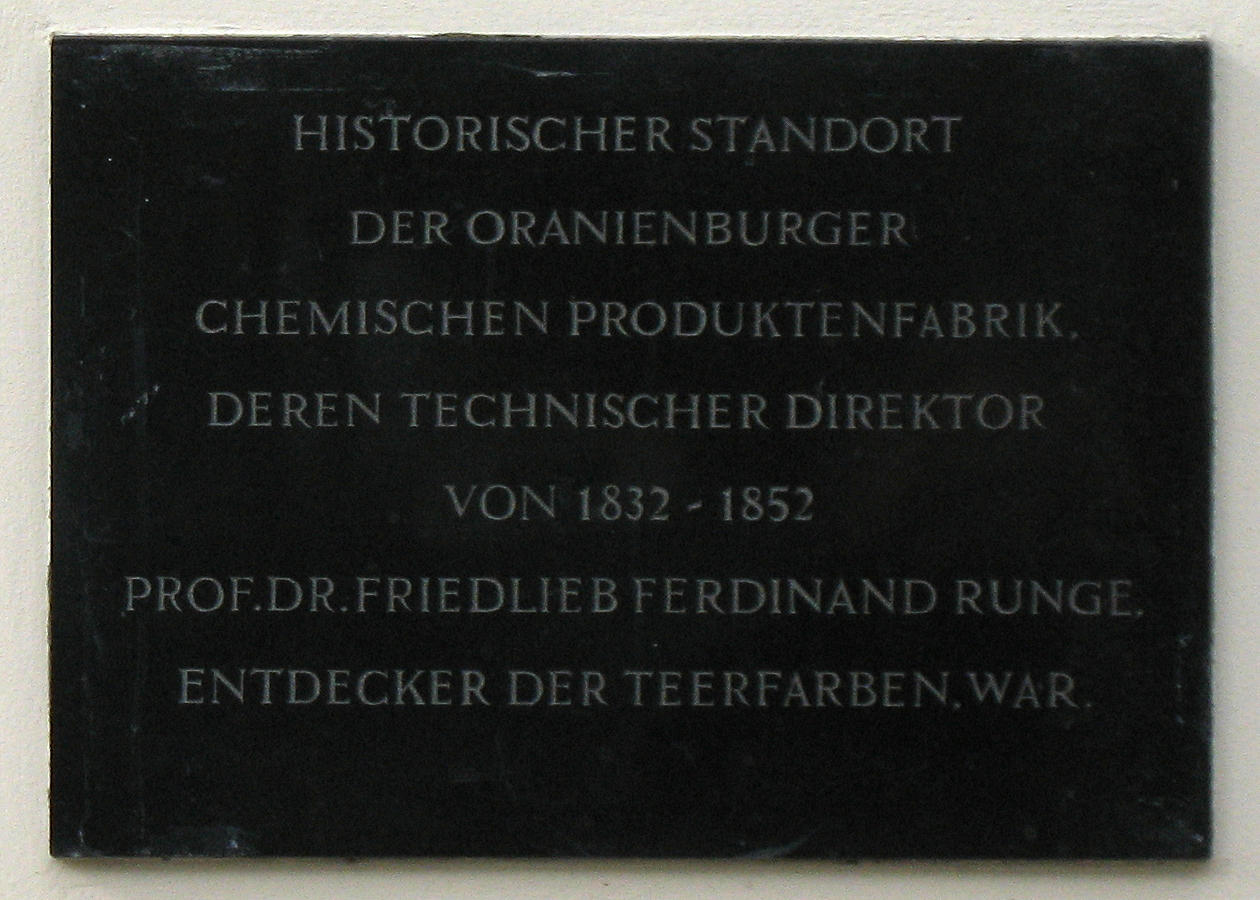
Placa conmemorativa en Oranienburgo.

Runge estudió química en Jena y Berlín, donde obtuvo el doctorado. Tras viajar por Europa durante tres años, enseñó química en la universidad de Breslau.
Su trabajo como químico incluyó el desarrollo de la química de la purina, y los descubrimientos de la cafeína, el tinte azul anilina, productos de alquitrán de hulla (y un gran número de sustancias que derivan de él), la cromatografía en papel, el pirrol, la quinoleína, el fenol, el timol y la atropina.
En 1855 describió por primera vez un fenómeno de precipitación química en bandas o anillos, que luego fue conocido como anillos de Liesegang, en un trabajo profusamente ilustrado editado por él mismo, pero que en su momento pasó desapercibido. No fue hasta cuarenta años después, en 1896, cuando el también químico alemán Raphael E. Liesegang despertó la curiosidad de los químicos con su publicación sobre el fenómeno, al que acabaron dando su nombre.

## Obra
- Der Bildungstrieb der Stoffe: veranschaulicht in selbstständig gewachsenen Bildern, 1855. Digitalizado en UB Fráncfort del Meno.